# Rhenus
Pour la salle de sport à Strasbourg, voir Rhénus.
 (mai 2008).
Si vous disposez d'ouvrages ou d'articles de référence ou si vous connaissez des sites web de qualité traitant du thème abordé ici, merci de compléter l'article en donnant les références utiles à sa vérifiabilité et en les liant à la section « Notes et références ».
Rhenus est un groupe allemand de services logistiques. Employant 41 000salariés, Rhenus a un chiffre d'affaires de 8,2 milliards d'euros. Fondée en 1912, l'entreprise est présente sur 1330 sites tout autour de la planète. Rhenus fait partie du groupe Rethmann.

## Origines et histoire
L'entreprise est née de la coopération de deux entreprises allemandes (Badische Actiengesellschaft für Rheinschiffahrt und Seetransport et Rheinschiffahrts Actiengesellschaft) le 13 novembre 1912, avant que les trois entités fusionnent en 1929.
Le nom du groupe vient du latin Rhenus, désignant le Rhin, axe important de transport de marchandises.

## Organisation et objet de l'entreprise
Présent à l'international, en particulier en Asie et en Europe, Rhenus propose plusieurs services autour de la logistique, sur toutes les modalités (ferroviaire, aérien, routier et naval). L'entreprise est notamment implantée en France,.
Acteur connu dans le secteur de la logistique contractuelle, l'entreprise se développe depuis quelques années sur d'autres marchés. L'entreprise propose ainsi des solutions spécifiques pour les acteurs particuliers (en pharmaceutique par exemple).
Rhenus livre ainsi chaque année près de 7,7 millions de tonnes de marchandises de toutes sortes.[Quand ?]